# Otomys saundersiae
Otomys saundersiae és una espècie de mamífer rosegador de la família dels múrids. Viu a les províncies sud-africanes del Cap Occidental, el Cap Oriental i l'Estat Lliure d'Orange, així com a Lesotho. El pelatge dorsal és marró groguenc, mentre que el ventral és marró grisenc. La cua és de color marró groguenc a dalt i de color marró grisenc a baix. O. saundersiae té una llargada total de 24,5 cm, la cua de 9,5 cm i un pes de 100 g, fet que en fa una de les espècies més petites del grup dels otominis.
L'espècie fou anomenada en honor de la investigadora Enid Saunders.